# Errozate
L'Errozate (ou Errosate), 1 347 m, est un mont du Pays basque français au sud de Saint-Jean-Pied-de-Port dans la province de Basse-Navarre, situé sur les communes d'Estérençuby et de Lecumberry.

## Géographie

### Topographie
L'Errozate est un mont de la ligne de partage des eaux pyrénéenne qui surplombe la vallée de la Nive.

## Voies d'accès
On peut y accéder depuis Estérençuby.